# Statue du duc de Richelieu
La statue du duc de Richelieu, ou simplement la statue du duc, est une statue de bronze située à Odesa représentant le duc de Richelieu (1766-1822) en pied, ancien gouverneur de la ville, figuré en toge romaine. Ce monument a été érigé en sa mémoire en 1828.

## Histoire
Le duc de Richelieu, émigré, s'installe en Russie au début du XIXe siècle. Il devient maire en 1803 de cette ville fondée en 1794 dans ce qui est alors la province de Nouvelle-Russie, puis il est gouverneur-général de la ville et de la province (qu'il fallait peupler) de 1805 à 1814. Les Odessites l'appelaient « notre duc » (duc en français dans le texte) et le considèrent toujours comme l'un des fondateurs de la ville, puisqu'il en a fait dessiner certains plans et construire le port. Après le retour des Bourbons sur le trône, le duc de Richelieu retourne en France et devient pair de France, puis à la Seconde Restauration, président du conseil des ministres et ministre des Affaires étrangères. Il meurt en 1822 à Paris à l'âge de 56 ans.
C'est le comte de Langeron, émigré français devenu gouverneur militaire d'Odessa, qui lance le projet d'édifier une statue à son mentor et au bienfaiteur de la ville. Le nouveau gouverneur, le comte Vorontsov, choisit le sculpteur Ivan Martos pour ce projet.
Le duc de Richelieu, en toge romaine, est représenté sur un piédestal de granite rose poli avec trois bas-reliefs de laiton figurant l'agriculture, le commerce et la justice. Le coulage en bronze est réalisé à Saint-Pétersbourg par Vassili Ekimov (1758-1837). Sur le devant une plaque permet de lire l'inscription suivante : « Au duc Emmanuel de Richelieu gouverneur de 1803 à 1814 de la Nouvelle-Russie qui fut à la base du bien-être d'Odessa, ses habitants reconnaissants de toute condition, en souvenir de ses œuvres, issus de cette ville, ainsi que des gouvernements d'Ekaterinoslav, de Chersonèse et de Tauride ont érigé ce monument en 1826, sous le gouverneur-général de Nouvelle-Russie, le comte Vorontsov ». La statue est inscrite au Registre national des monuments immeubles d'Ukraine sous le numéro : 51-101-1024.
L'inauguration a lieu le 22 avril 1828.

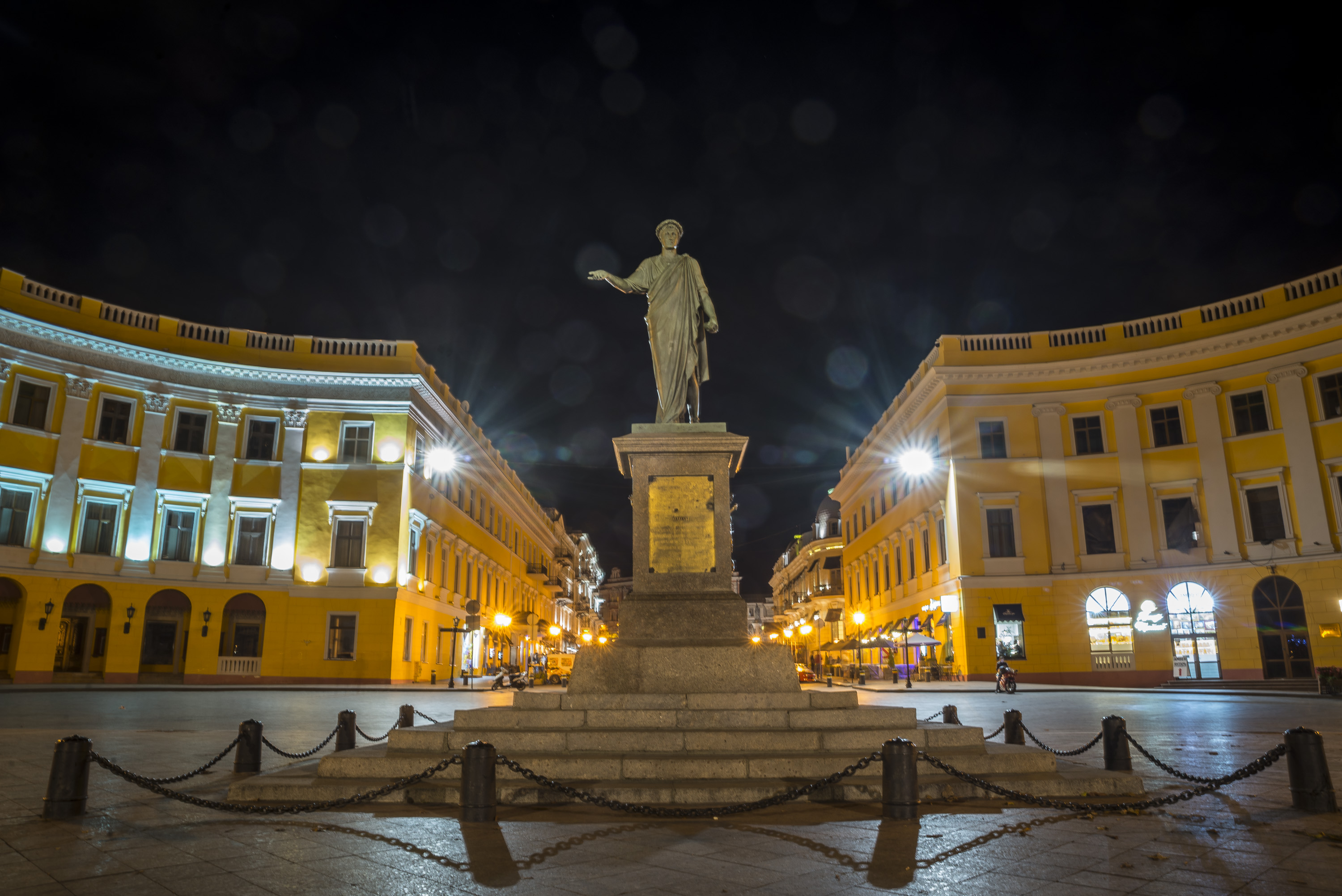
Vue de la statue du duc.
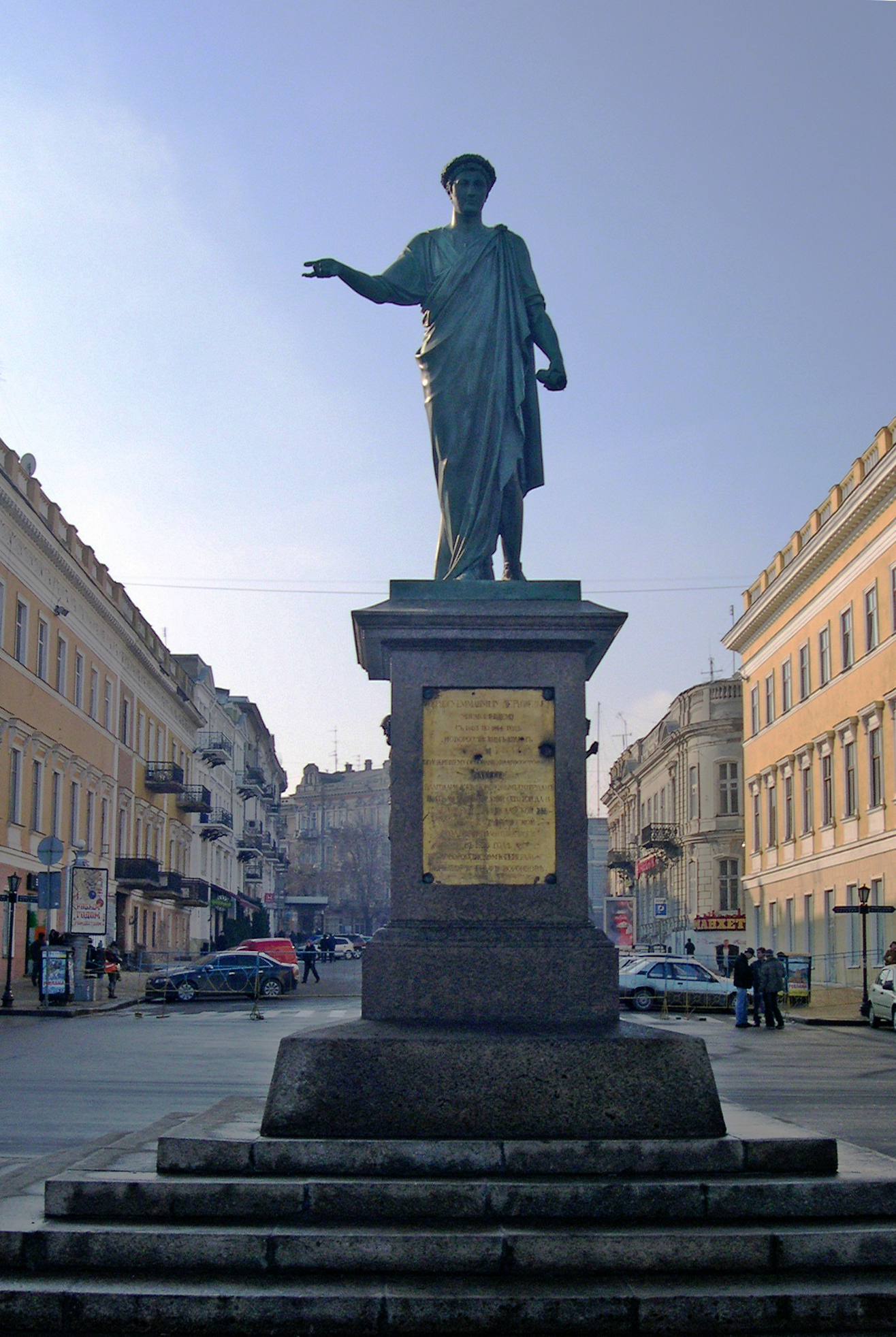
Statue de face.
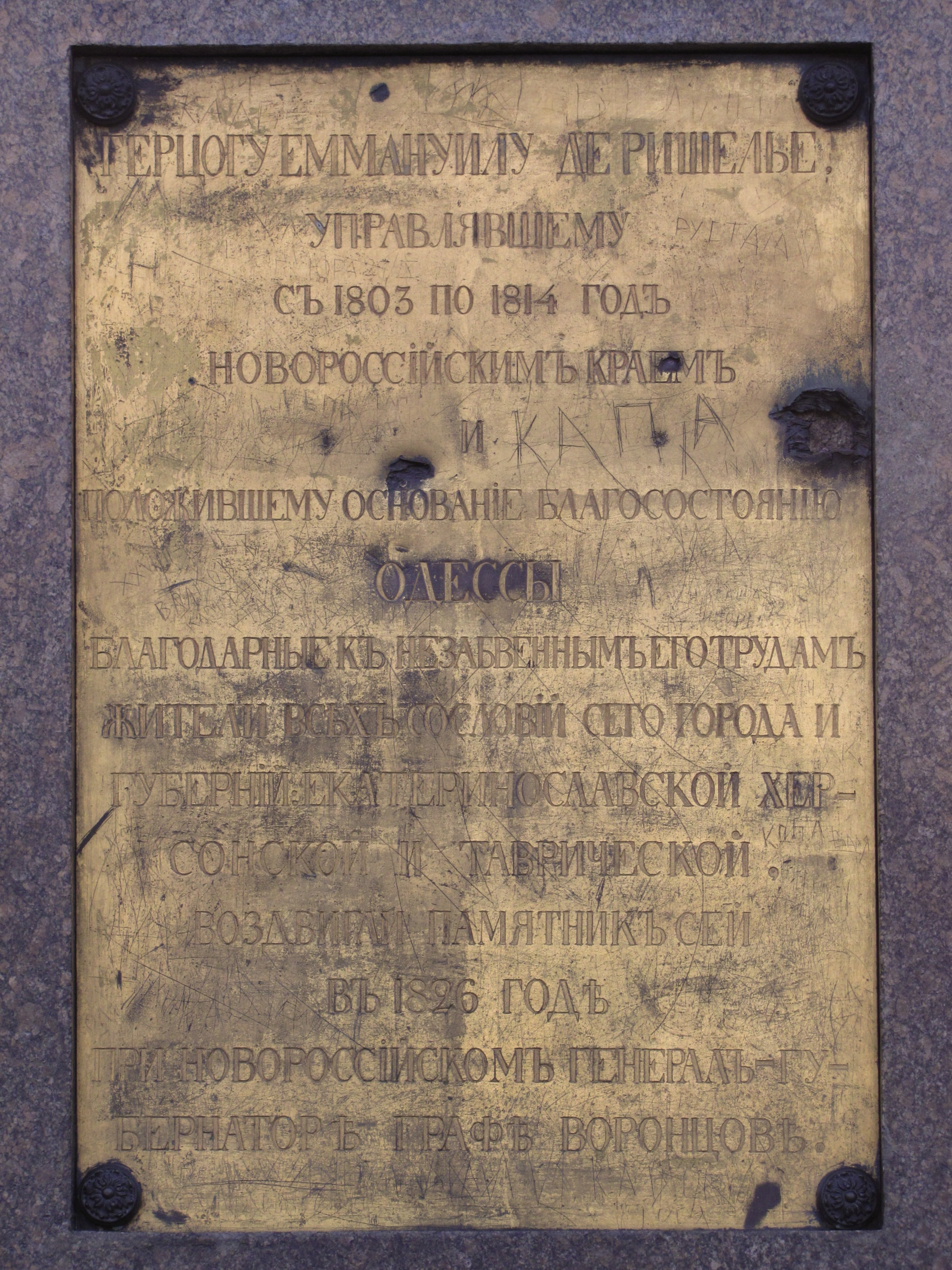
Plaque commémorative.
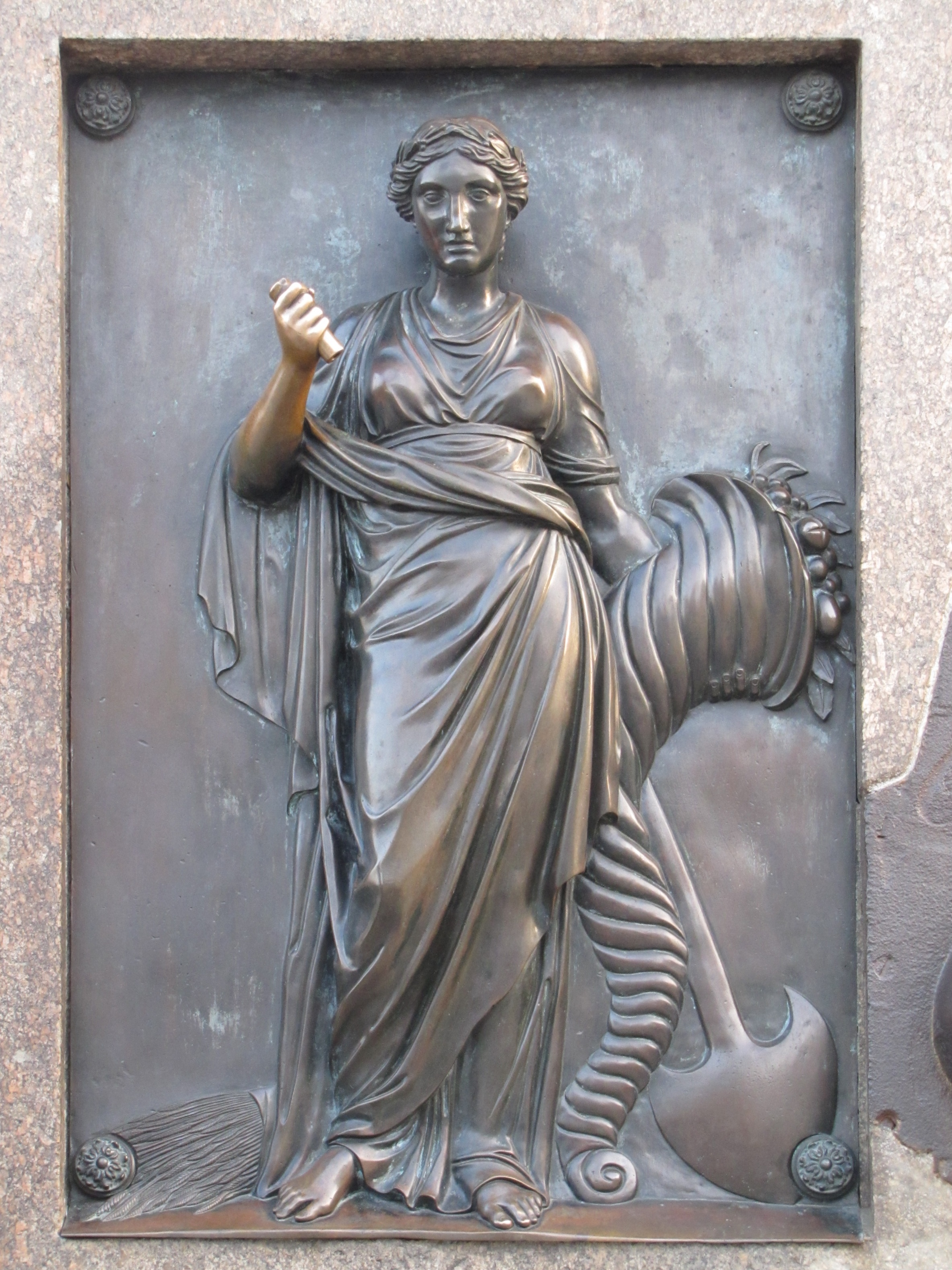
L'agriculture.
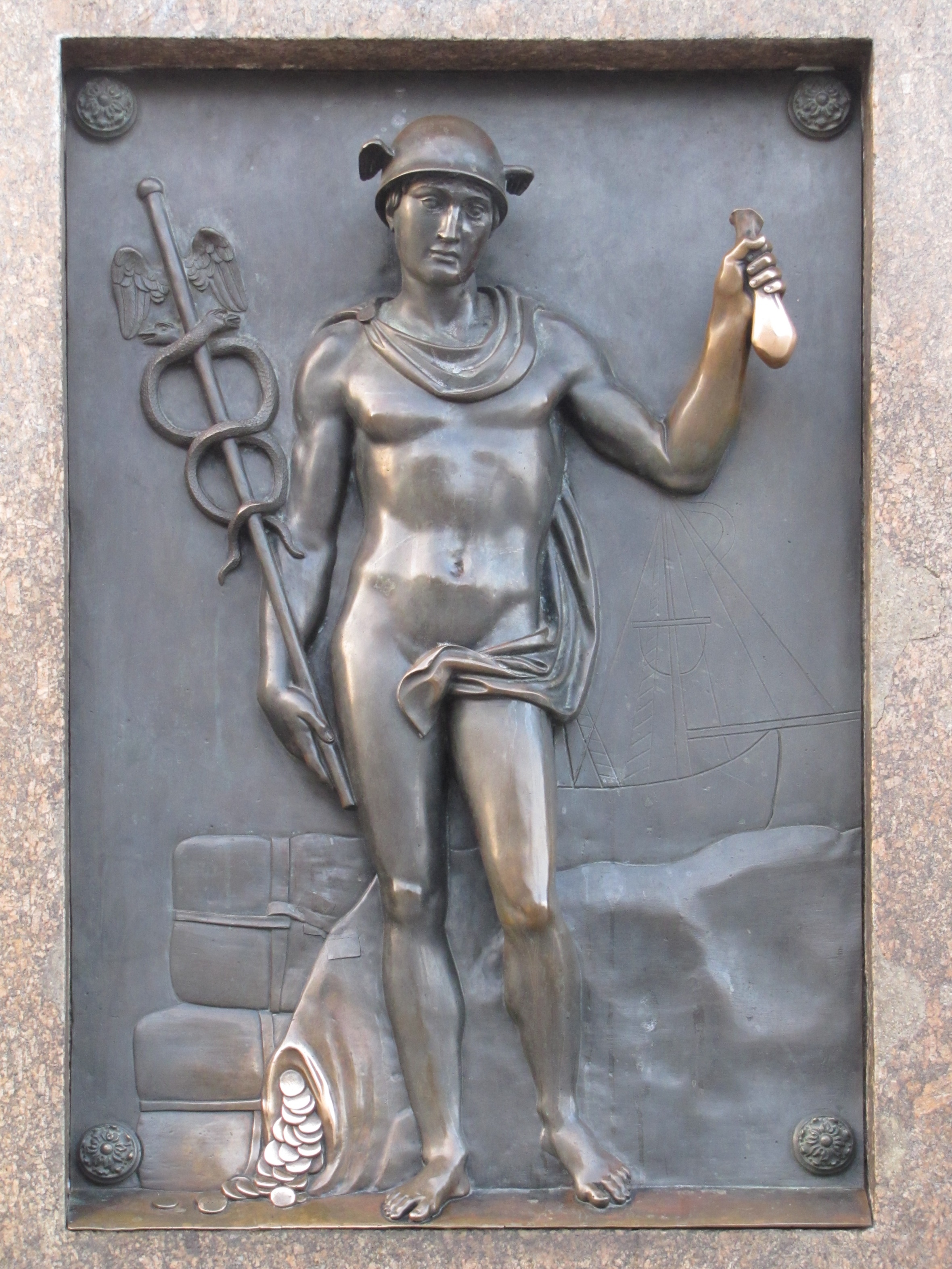
Le commerce (Mercure).
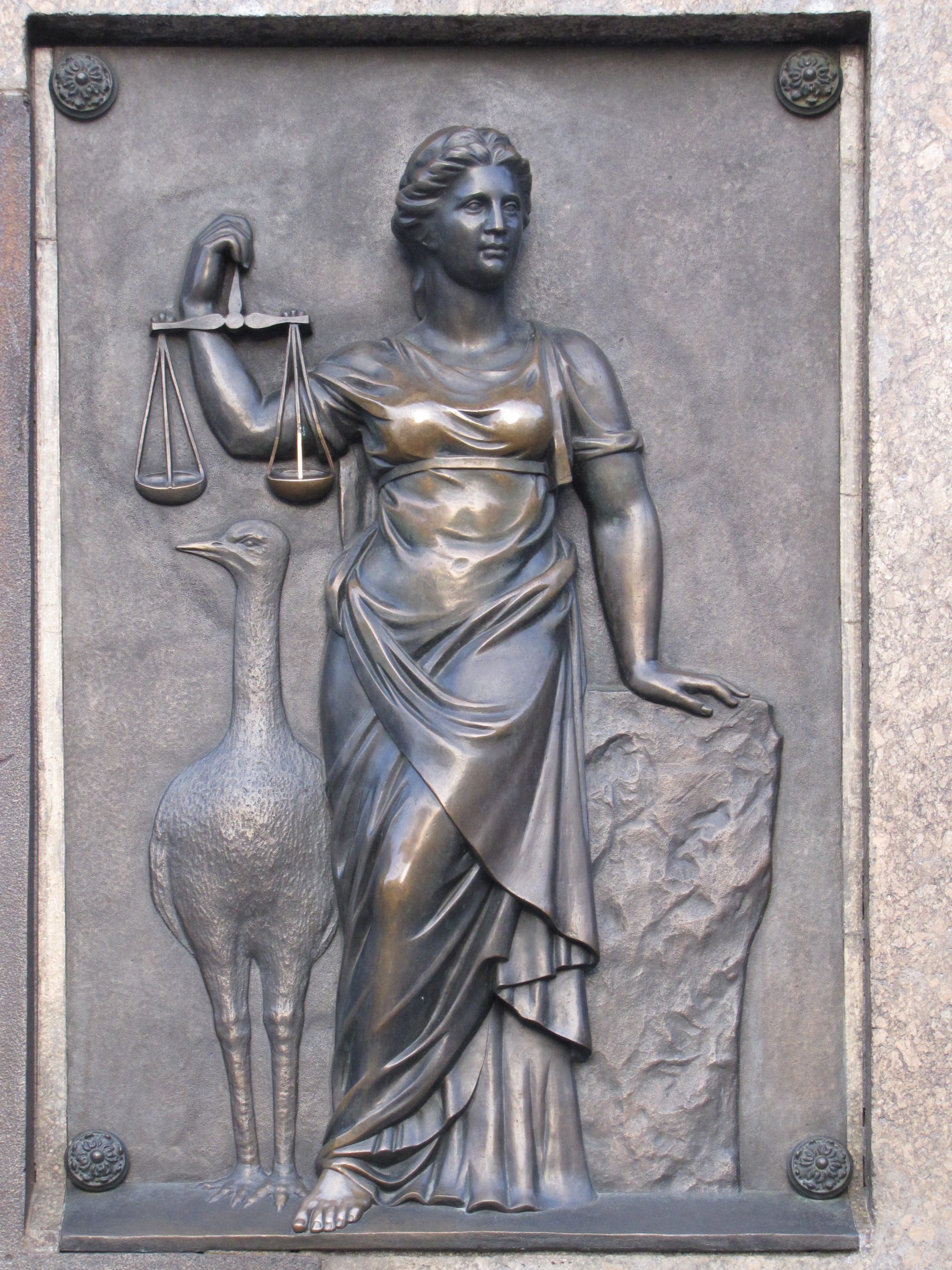
La justice.